# 泥螈屬
泥螈屬（英文：Necturus）是一屬水棲有尾目兩棲類，分布於美國東部與加拿大。泥螈俗稱水狗（waterdogs）或是泥狗（mudpuppies），因為被誤認為能夠發出類似犬的吠聲。成年的泥螈屬仍然會保留幼體的外鰓。

## 分類學
本屬間物種由爬蟲兩棲類學家進行分類。近年來紅河泥螈（N. louisianensis）已獨立為一新種，而不再屬於斑泥螈（N. maculosus）的亞種，但並非所有爬蟲兩棲類學家同意這項改動。
本屬包含：
- 斑泥螈 (N. maculosus) Rafinesque, 1818
- 紅河泥螈 (N. louisianensis) Viosca, 1938
- 阿拉巴馬泥螈 (N. alabamensis) Viosca, 1937
- 海灣泥螈 (N. beyeri) Viosca, 1937
- 紐斯河泥螈  (N. lewisi) Brimley, 1924
- 小泥螈 (N. punctatus) Gibbes, 1850

## 描述
泥螈屬的鰓部外露，缺乏魚類的鰓蓋。鰓在低溫高含氧的水中緊貼身體並呈現鮮紅色，在溫暖缺氧的水中則會舒張開來增加接收氧的表面積。牠們也能透過皮膚吸收氧氣，有時也會直接呼吸空氣。
泥螈屬偏好棲息在淺湖與流速緩慢的溪流的石頭底下，但也曾經發現在90英尺（27）的深水之中。牠們的名字來自於被誤認為能夠發出類似犬的吠聲。牠們以小魚與無脊椎動物為食，包括螯蝦、蝸牛與蠕蟲。
泥螈屬在4到6年中完全成熟並可存活超過20年。泥螈屬具有幼態延續的特性，由幼體發育至性成熟時期間，不會經歷變態。